# Марескотти, Гиацинта
Святая Гиаци́нта (итал. Santa Giacinta), в миру Клариче Марескотти (итал. Clarice Marescotti, 6 марта 1585, Виньянелло, Лацио — 30 января 1640, Витербо, Лацио) — итальянская католическая монахиня из третьего ордена францисканцев.
Канонизирована в 1807 году папой Пием VII.

## Биография
Отец — Маркантонио Марескотти, якобы потомок некоего Мариуса Скотуса, военачальника императора Карла Великого; мать — графиня Оттавия Орсини, чей отец построил знаменитый парк Бомарцо. С раннего детства вместе с сёстрами — Джиневрой и Ортензией — воспитывалась у монахинь-францисканок в монастыре Святого Бернардина в Витербо. По завершении учёбы, её старшая сестра Джиневра решила стать монахиней. В ранней юности Клариче отличалась благочестием, но с возрастом стала более легкомысленной, даже несмотря на жизнь в монастыре.
В возрасте 20 лет Клариче хотела выйти замуж за маркиза Капицукки, но тот предпочёл ей её младшую сестру Ортензию. Чтобы сохранить лицо, она вернулась в монастырь и приняла монашеское имя Гиацинта. Не желая отказываться от роскошной жизни, она на протяжении десяти лет питалась отдельно от остальных сестёр, носила одежду из лучших материалов и принимала и наносила визиты по своему желанию. Несмотря на это, она сохраняла сильную веру и следовала монастырскому распорядку. В какой-то момент духовник пришёл к ней в келью, чтобы причастить тяжело больную Гиацинту. Потрясённый роскошью, он увещевал монахиню более тщательно соблюдать данные ей обеты.
Гиацинта полностью изменила ее жизнь. Она раздала свои дорогие одежды, ходила босиком, часто постилась на хлебе и воде и усмиряла тело бдениями. Во время вспышки чумы в городе ухаживала за больными. Основала две общины, одна из которых занималась сбором пожертвований для недужных, заключённых и стыдившихся просить милостыню бедняков (аналогично Обществу святого Викентия де Поля); а вторая основывала дома для престарелых.
На момент смерти слава о благочестии Гиацинты была настолько велика, что на её поминках монашеский хабит усопшей пришлось заменять три раза, поскольку люди отрезали от него кусочки в качестве реликвий.

## Прославление
Беатифицирована её 14 мая 1726 года папой Бенедиктом XIII, канонизирована 14 ноября 1807 года папой Пием VII.
День памяти — 30 января.